# Volo United Airlines 175
Il volo United Airlines 175 è stato il secondo dei quattro aerei di linea dirottati durante gli attentati dell'11 settembre 2001.
La sua rotta regolare connetteva il Logan International Airport di East Boston all'International Airport di Los Angeles. L'11 settembre 2001, l'aereo venne dirottato da un gruppo di 5 terroristi legati ad al-Qaida e fatto schiantare contro la Torre Sud del World Trade Center di New York. A bordo vi erano 65 persone (compresi i 5 dirottatori e i 9 membri dell'equipaggio). Dopo la tragedia, il numero di contrassegno del volo fu modificato da "175" in "1525" e poi in "163" dalla United Airlines.

## Il volo

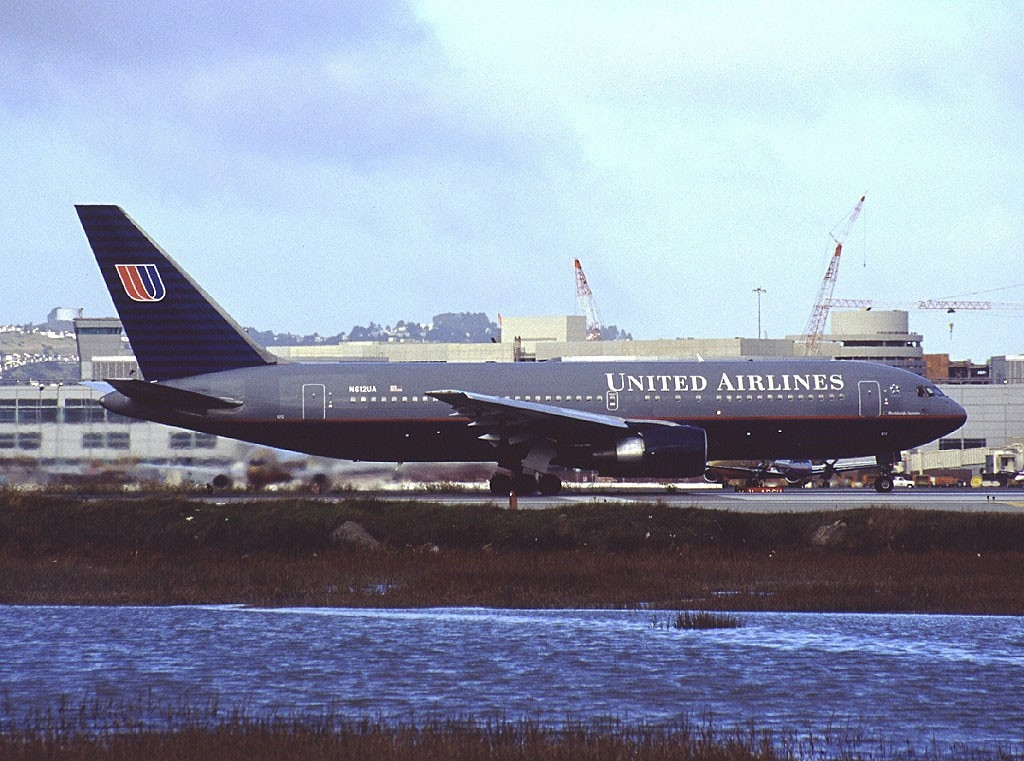
Il Boeing 767-200 N612UA coinvolto nel dirottamento, all'Aeroporto Internazionale di San Francisco nel 1999, due anni prima dell'attentato.

### La partenza
La partenza del volo era fissata per le 08:00. Le operazioni di pushback furono completate alle 07:58 e la partenza avvenne alle 08:14 dall'uscita 19. Mentre il volo UA175 decollava, veniva dirottato il volo American Airlines 11.
Alle 08:33, l'aereo raggiunse l'altitudine assegnata di 31.000 piedi (circa 9.449 metri) di altezza. Alle 08:37, il Centro FAA di Boston chiese ai piloti dell'UA175 di verificare se il volo AA11 fosse nelle loro vicinanze. Una volta confermata la presenza, il centro ordinò di "tenersi lontano dal velivolo". Alle 08:41, i piloti dell'UA175 affermarono di aver sentito "qualcuno prendere il microfono e dire «ognuno stia al suo posto»". Alle 08:42, partì l'ultima comunicazione dall'aereo.

### Il dirottamento

Il tracciato di volo

Il dirottamento dell'aereo avvenne presumibilmente fra le 08:42 e le 08:46. Secondo il documentario Flight 175: As the World Watched, il pilota dirottatore al-Shehhi ha preso possesso dell'aereo dopo che due suoi terroristi (Mohand al-Shihri e Fayez Banihammad) erano riusciti ad entrare nella cabina ed avevano ucciso il pilota Victor J. Saracini e il primo ufficiale Michael Robert Horrocks. Mentre al-Shehhi prese possesso dei comandi, gli altri due terroristi (probabilmente i fratelli Ahmed e Hamza al-Ghamdi) costrinsero i passeggeri a spostarsi verso la coda dell'aereo, usando spray irritanti e minacciando di fare esplodere una bomba.
Alle 08:47, il codice del transponder venne cambiato due volte nel giro di un minuto. Le modifiche vennero tuttavia notate solo alle 08:51. Contemporaneamente, l'aereo iniziò a scendere di quota e a dirigersi verso sud-est, in direzione di New York.
Alle 08:52, Peter Hanson contattò suo padre Lee con il cellulare di bordo, avvertendolo dell'avvenuto dirottamento:
Contemporaneamente, un assistente di volo (probabilmente Robert Fangman) contattò Marc Policastro della United Airlines, affermando che il volo era stato dirottato e avvertendo che entrambi i piloti erano stati uccisi, un assistente di volo accoltellato e che probabilmente i dirottatori avevano preso il comando dell'aereo. La chiamata durò due minuti. Policastro ed un suo collega tentarono senza successo di ripristinare i contatti con Fangman.
Alle 08:53, dopo due tentativi falliti di contatto, viene dato il primo allarme di potenziale dirottamento del volo UA175, mentre questo si stabilizza ad un'altezza di circa 33.500 piedi (circa 10.200 metri).
Alle 08:55, il volo UA175 sfiora la collisione con il volo Delta 2315, un Boeing 737-247Adv che collegava Hartford (Connecticut) a Tampa (Florida). Poco dopo, ci fu una seconda mancata collisione con il volo US Airways 542 (un altro Boeing 737), che volava più in basso e si trovava a circa 6,5 chilometri di distanza dal volo Delta 2315.
Alle 08:57 circa, l'aereo si stabilizzò momentaneamente ad un'altitudine di circa 28.500 piedi (circa 8.600 metri) e compì un'ultima virata verso nord-est. Fra le 08:58 e le 09:02, il velivolo discese in maniera repentina, arrivando nel giro di quasi 5 minuti ad un'altezza di circa 3.000 piedi (circa 914 metri).
Alle 08:59, Brian David Sweeney tentò di chiamare sua moglie Julie, senza riuscirvi. Subito dopo chiamò sua madre Louise, avvertendola del dirottamento ed affermando che alcuni passeggeri stavano pensando di assaltare la cabina di pilotaggio e riprendere il controllo dell'aereo. Alle 09:00, Peter Hanson fece la sua seconda ed ultima chiamata al padre Lee:
La chiamata si interruppe improvvisamente, ma Lee Hanson fece appena in tempo a sentire il grido di una donna prima dell'interruzione. L'aereo venne avvistato dalla torre di controllo dell'Aeroporto JFK di New York ad un'altezza di circa 1.000 piedi (circa 305 metri), in prossimità del World Trade Center.

### La reazione della FAA e del NORAD
Come precedentemente affermato, alle 08:47 il codice del transponder venne cambiato due volte nel giro di un minuto, ma non venne spento. Le modifiche non vennero tuttavia notate subito, perché le ricerche erano ancora concentrate sul volo AA11, già schiantatosi contro la Torre Nord del World Trade Center. Il cambio di codice fu scoperto solo alle 08:51.
Fra le 08:51 e le 08:53, il Centro di Boston tentò due volte di entrare in contatto con il velivolo, senza riuscirci. Dopo il secondo tentativo fallito, viene lanciato un primo allarme di un possibile dirottamento del volo UA175. Alle 08:55, un controllore del Centro di New York tentò di mettersi in contatto con il Centro di controllo regionale per avvertire del potenziale dirottamento, ma i manager rifiutarono di rispondere perché ancora intenti a tracciare le sorti del volo AA11. Alle 08:58, il sospetto venne confermato da un altro controllore.
Fra le 09:01 e le 09:02, il Centro FAA di Herndon viene definitivamente avvertito del dirottamento del volo UA175. Nelle parole della Commissione sull'11 settembre, questa "fu l'unica comunicazione ricevuta sia dal Quartier Generale FAA che dal Comando Centrale di Herndon, riguardo ad un secondo dirottamento, prima del secondo schianto".
Il NORAD venne informato dell'avvenuto secondo dirottamento alle 09:03 (ovvero nello stesso momento in cui il volo UA175 si schiantò contro la Torre Sud del World Trade Center) e di una seconda esplosione al WTC (ovvero dell'avvenuto schianto) alle 09:08. Alle 09:09, venne ordinato ai due F-15 già inviati nell'area di Manhattan di porsi in posizione di battaglia. I due velivoli da combattimento abbandonarono la posizione di attesa alle 09:13 ed iniziarono il pattugliamento in posizione di battaglia nello spazio aereo di New York alle 09:25.

### Lo schianto
Alle 09:03:02 (le 15:03:02 in Italia), il volo United Airlines 175 si schiantò contro la facciata meridionale della Torre sud del World Trade Center. L'impatto avvenne fra il 77º e l'85º piano ad una velocità di circa 586 miglia orarie (circa 943 km/h) e produsse un cratere alto circa 6 piani (dal 78° all'84°). L'impatto produsse varie esplosioni: una apparve sulla facciata orientale all'altezza dell'81º e dell'83º piano; altre due apparvero sulla facciata settentrionale, una fra l'79º e l'82º piano ed una (più piccola) al 79º piano. Tutte le persone a bordo morirono sul colpo.
Le immagini dello schianto vennero trasmesse in diretta dalle televisioni di tutto il mondo e osservate da centinaia di milioni di telespettatori. Il National Institute of Standards and Technology ha dichiarato di aver utilizzato per le proprie indagini oltre 25 registrazioni video dello schianto del volo UA175 contro la Torre Sud ripreso da tutte le angolazioni possibili.

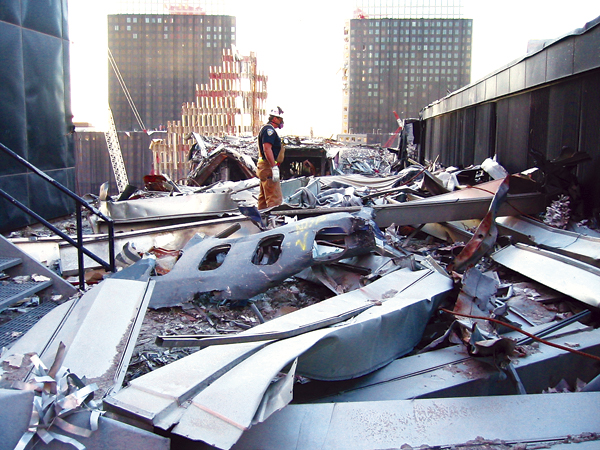
I resti della fusoliera sul tetto del WTC 5

L'impatto del volo UA175 causò danni molto estesi alla struttura della Torre Sud. Nei successivi 55 minuti, vennero osservati enormi incendi, causati dallo scontro ed alimentati anche dal carburante ancora presente nei serbatoi dell'aereo. Si stima infatti che oltre la metà dei circa 9.100 galloni (circa 34.447 litri) di carburante ancora presente sia bruciato all'interno della struttura dopo l'impatto iniziale (che consumò circa il 35-40% del carburante).
I danni e gli incendi sono due delle cause del crollo, avvenuto alle 09:59, della Torre Sud, che causò la morte di oltre 600 persone ancora all'interno dell'edificio. Tuttavia, il numero delle vittime dello schianto fu enormemente ridimensionato dall'evacuazione di circa due terzi degli occupanti della Torre Sud, avvenuta nei 17 minuti successivi allo schianto del volo AA11 contro la Torre Nord.

## I dirottatori
Le indagini hanno portato all'individuazione di cinque responsabili, tutti legati ad al-Qaida:
- Marwan al-Shehhi (Emirati Arabi Uniti), pilota, seduto al posto 6C;
- Fayez Banihammad (Emirati Arabi Uniti), seduto al posto 2A;
- Mohand al-Shihri (Arabia Saudita), seduto al posto 2B;
- Hamza al-Ghamdi (Arabia Saudita), seduto al posto 9C;
- Ahmed al-Ghamdi (Arabia Saudita), seduto al posto 9D.

Nessuno dei cinque terroristi venne selezionato dal CAPPS (il sistema di controllo dei bagagli) per un controllo extra.

## Le vittime

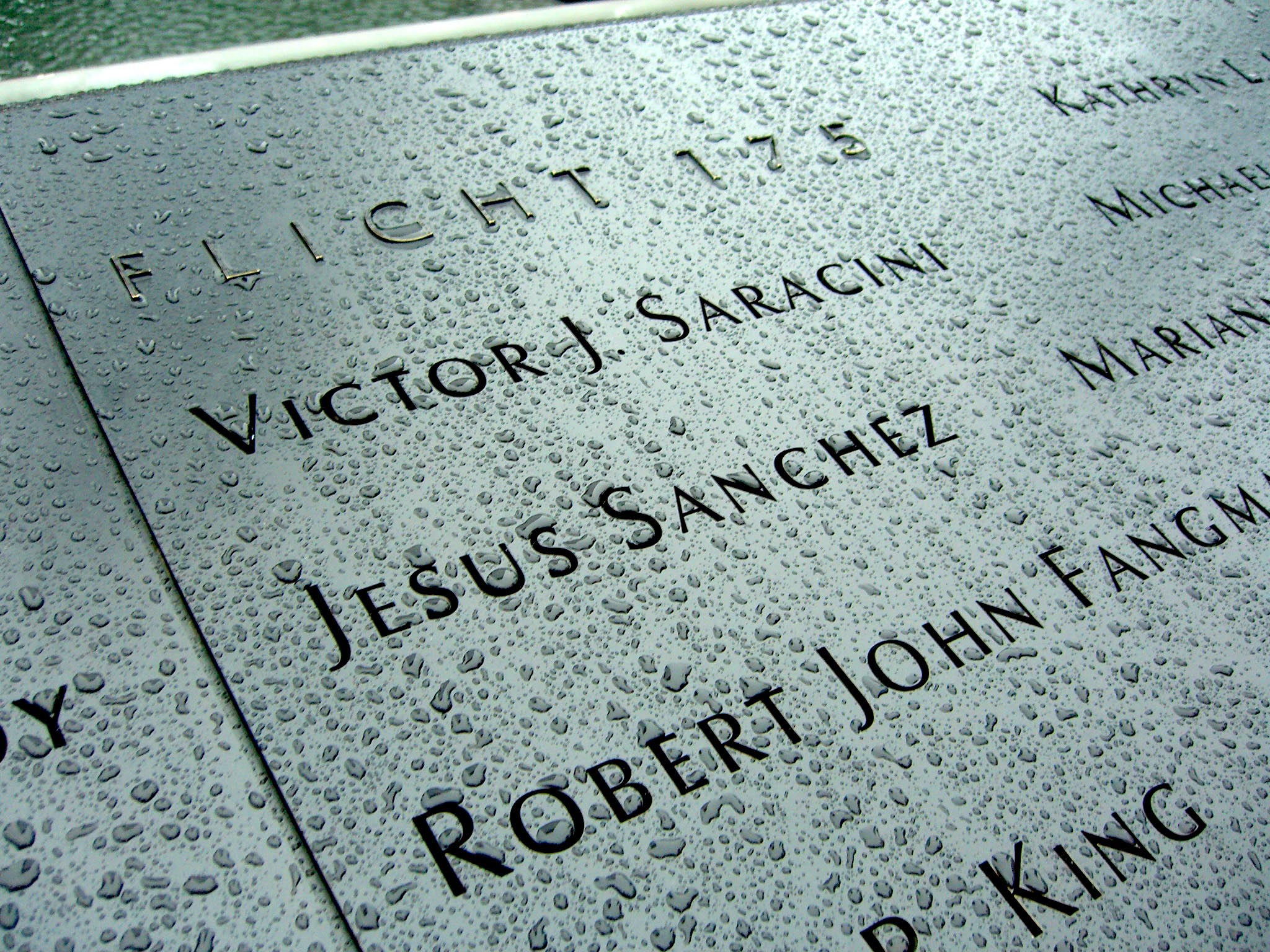
La targa commemorativa del volo al National September 11 Memorial & Museum

Di seguito, la lista delle 60 vittime, esclusi i 5 terroristi.

### Nazionalità
| Nazionalità | Passeggeri | Equipaggio | Totale |
| ----------- | ---------- | ---------- | ------ |
| Stati Uniti | 42         | 9          | 51     |
| Germania    | 3          | 0          | 3      |
| Regno Unito | 1          | 0          | 1      |
| Nepal       | 1          | 0          | 1      |
| El Salvador | 1          | 0          | 1      |
| Indonesia   | 1          | 0          | 1      |
| Israele     | 1          | 0          | 1      |
| Canada      | 1          | 0          | 1      |
| Totale      | 51         | 9          | 60     |

### Equipaggio
- Victor J. Saracini (pilota)
- Michael Robert Horrocks (primo ufficiale)
- Robert John Fangman
- Amy N. Jarret
- Amy R. King

- Kathryn L. LaBorie
- Alfred Gilles Padre Joseph Marchand
- Michael C. Tarrou
- Alicia Nicole Titus

### Passeggeri
- Alona Avraham
- Garnet Edward "Ace" Bailey
- Mark Lawrence Bavis
- Graham Andrew Berkeley
- Touri Bolourchi
- Klaus Bothe
- Daniel R. Brandhorst
- David Reed Gamboa Brandhorst
- John Brett Cahill
- Christoffer Mikael Carstanjen
- John "Jay" Corcoran III
- Ana Gloria Pocasangre de Barrera
- Dorothy Alma DeAraujo
- Lisa A. Frost
- Ronald Gamboa
- Lynn Catherine Goodchild
- Peter Morgan Goodrich
- Douglas A. Gowell
- Francis E. Grogan
- Carl Max Hammond Jr.
- Christine Lee Hanson
- Peter Hanson
- Susan Kim Hanson
- Gerald F. Hardacre
- Eric Samadikun Hartono
- James E. Hayden

- Herbert W. Homer
- Robert Adrien Jalbert
- Ralph Francis Kershaw
- Heinrich Kimmig
- Brian Kinney
- Robert George LeBlanc
- Maclovio "Joe" Lopez Jr.
- Marianne MacFarlane
- Louis Neil Mariani
- Juliana Valentine McCourt
- Ruth Magdaline McCourt
- Wolfgang Menzel
- Shawn M. Nassaney
- Marie Pappalardo
- Patrick J. Quigley VI
- Frederick Charles Rimmele III
- James M. Roux
- Jesus Sanchez
- Mary Kathleen Shearer
- Robert Michael Shearer
- Jane Louise Simpkin
- Brian D. Sweeney
- Timothy Ray Ward
- William Michael Weems
- [sconosciuto]